# Римська премія
41°54′29″ пн. ш. 12°28′56″ сх. д. / 41.908172° пн. ш. 12.482333° сх. д.
Римська премія (фр. Prix de Rome) — нагорода в галузі мистецтва, що присуджувалась у Франції з 1663 по 1968 роки.
Премія присуджувалася художникам, граверам, скульпторам й архітекторам (в 1803-у була додана п'ята номінація — композитори). Лауреат Великої Римської премії одержував можливість відправитися в Рим і жити там протягом року за рахунок патрона премії (спочатку ним був король Людовик XIV). З 1666 проживання лауреатів організовувалося спеціальною Французькою академією в Римі, заснованою Жаном Батистом Кольбером. З 1803 вона мала резиденцію у Віллі Медичі. У деякі періоди присуджувалися також малі премії, що дозволяли жити в Римі коротший строк.
Серед лауреатів Римської премії були такі визначні фігури французького мистецтва, як художники Франсуа Буше (1720), Жан-Оноре Фрагонар (1752), Жак Луї Давид (1774),  Жан Огюст Домінік Енгр (1801), архітектор Анрі Лабруст (1824), композитори Гектор Берліоз (1830), Жорж Бізе (1857), Жуль Массне (1862), Клод Дебюссі (1884), Анрі Дютьє (1938). У той же час подавали свої роботи на здобуття премії й були відкинуті такі видатні автори, як Ежен Делакруа, Едуар Мане, Едгар Дега. Відхилення п'ять разів поспіль кандидатури Моріса Равеля стало настільки скандальним (1905), що призвело до зміни всього керівництва Паризької консерваторії, відповідальної за конкурсний відбір лауреатів.
У 1968-у з ініціативи міністра культури Франції Андре Мальро, що обіймав у цей час посаду, Римська премія в її традиційному вигляді була закрита. Замість неї проводиться цілий ряд різноманітних відбірних конкурсів серед представників різних творчих професій, аж до письменників і кухарів, і переможці цих конкурсів одержують гранти на проживання в Римі на строк до двох років.